# Brighton (Colorado)
Brighton és una població dels Estats Units a l'estat de Colorado. Segons el cens del 2008 tenia 31.380 habitants.

## Demografia
Segons el cens del 2000, Brighton tenia 20.905 habitants, 6.718 habitatges, i 5.058 famílies. La densitat de població era de 472,6 habitants per km².
Dels 6.718 habitatges en un 40,2% hi vivien nens de menys de 18 anys, en un 58,6% hi vivien parelles casades, en un 11,9% dones solteres, i en un 24,7% no eren unitats familiars. En el 19,7% dels habitatges hi vivien persones soles el 8,5% de les quals corresponia a persones de 65 anys o més que vivien soles. El nombre mitjà de persones vivint en cada habitatge era de 2,92 i el nombre mitjà de persones que vivien en cada família era de 3,34.
Per edats la població es repartia de la següent manera: un 28,6% tenia menys de 18 anys, un 10,1% entre 18 i 24, un 32,7% entre 25 i 44, un 18,8% de 45 a 60 i un 9,7% 65 anys o més.
L'edat mediana era de 32 anys. Per cada 100 dones de 18 o més anys hi havia 108,3 homes.
La renda mediana per habitatge era de 46.779 $ i la renda mediana per família de 53.286 $. Els homes tenien una renda mediana de 35.686 $ mentre que les dones 27.103 $. La renda per capita de la població era de 17.927 $. Entorn del 6,1% de les famílies i el 9,4% de la població estaven per davall del llindar de pobresa.

## Poblacions més properes
El següent diagrama mostra les poblacions més properes.